# Discestra
Discestra is een geslacht van vlinders van de familie Uilen (Noctuidae), uit de onderfamilie Hadeninae.

## Soorten
- D. alta Barnes & Benjamin, 1924
- D. armata Staudinger, 1888
- D. castrae Barnes & McDunnough, 1912
- D. crotchii Grote, 1880
- D. chartaria Grote, 1873
- D. chunka Smith, 1910
- D. dianthi Tauscher, 1809
- D. eversmanni Staudinger, [1900, 1899
- D. farnhami Grote, 1873
- D. fulgora Barnes & McDunnough, 1918
- D. furca Eversmann, 1852
- D. furcula Staudinger, 1889
- D. hamata McDunnough, 1930
- D. hoplites Staudinger, 1901
- D. intermedia Pinker, 1980
- D. isoloma Püngeler, 1903
- D. loeffleri Reisser, 1958
- D. marmorosa Borkhausen, 1792
- D. mendax Staudinger, 1878
- D. mendica Staudinger, 1894

- D. mutata Dod, 1913
- D. oaklandiae McDunnough, 1937
- D. obesula Smith, 1904
- D. oregonica Grote, 1881
- D. perdentata Hampson, 1894
- D. projecta McDunnough, 1938
- D. pugnax Hübner, 1827
- D. quercii Berio, 1941
- D. schawyra Bang-Haas, 1927
- D. schneideri Staudinger, 1900
- D. sodae Boisduval, 1829
- D. stigmosa Christoph, 1887
- D. subalbida Barnes & Benjamin, 1924